# 弗洛拉克区
弗洛拉克区（法語：arrondissement de Florac）是法国奧克西塔尼大區洛泽尔省的一个区，区首府为弗洛拉克三河镇。 
该区是该省两个区中最小和最南端的，面积为1,687.5平方公里（651.5平方英里）。